# Крстокљуни
Крстокљуни (лат. Loxia) су род птица из породице зеба (Fringillidae). Име су добили по специфичном облику кљуна, јер се врхови његовог горњег и доњег дела укрштају. Живе у четинарским шумама Северне хемисфере и хране се семењем четинара које ваде из шишарки, помоћу специјално прилагођених кљунова.

## Врсте
- Боров крстокљун / велики крстокљун
 
- Шкотски крстокљун
  - раније подврста великог крстокљуна
- Крстокљун
 
- Белокрили крстокљун
 
- Хаићански крстокљун
  - раније подврста белокрилог крстокљуна

## Име
Шведски природњак Карл фон Лине је именовао род Loxia 1758. у свом 10. издању Systema Naturae. Научно име потиче од старогрчке речи loxos („унакрст”).